# Cap de maça del rei Escorpí
El cap de maça del rei Escorpí és el cap decorat d'una maça de pedra calcària de l'antic Egipte. Va ser trobat pels arqueòlegs britànics James E. Quibell i Frederick W. Green en el que van anomenar el jaciment principal del temple d'Horus a Hierakonpolis durant la temporada d'excavacions de 1897–1898. Fa 25 centímetres d'alt, té forma de pera i s'atribueix al rei Escorpí (c. 3200–3000 aC) a causa del glif d'un escorpí gravat prop de la imatge d'un rei que porta la Corona Blanca de l'Alt Egipte.

## Descripció
Els fragments encara visibles d'aquesta maça, datada vers el 3100 aC, presenta una decoració tallada en baix relleu sobre esmalt, que representa essencialment quatre escenes de la vida reial egípcia, repartides en tres registres.

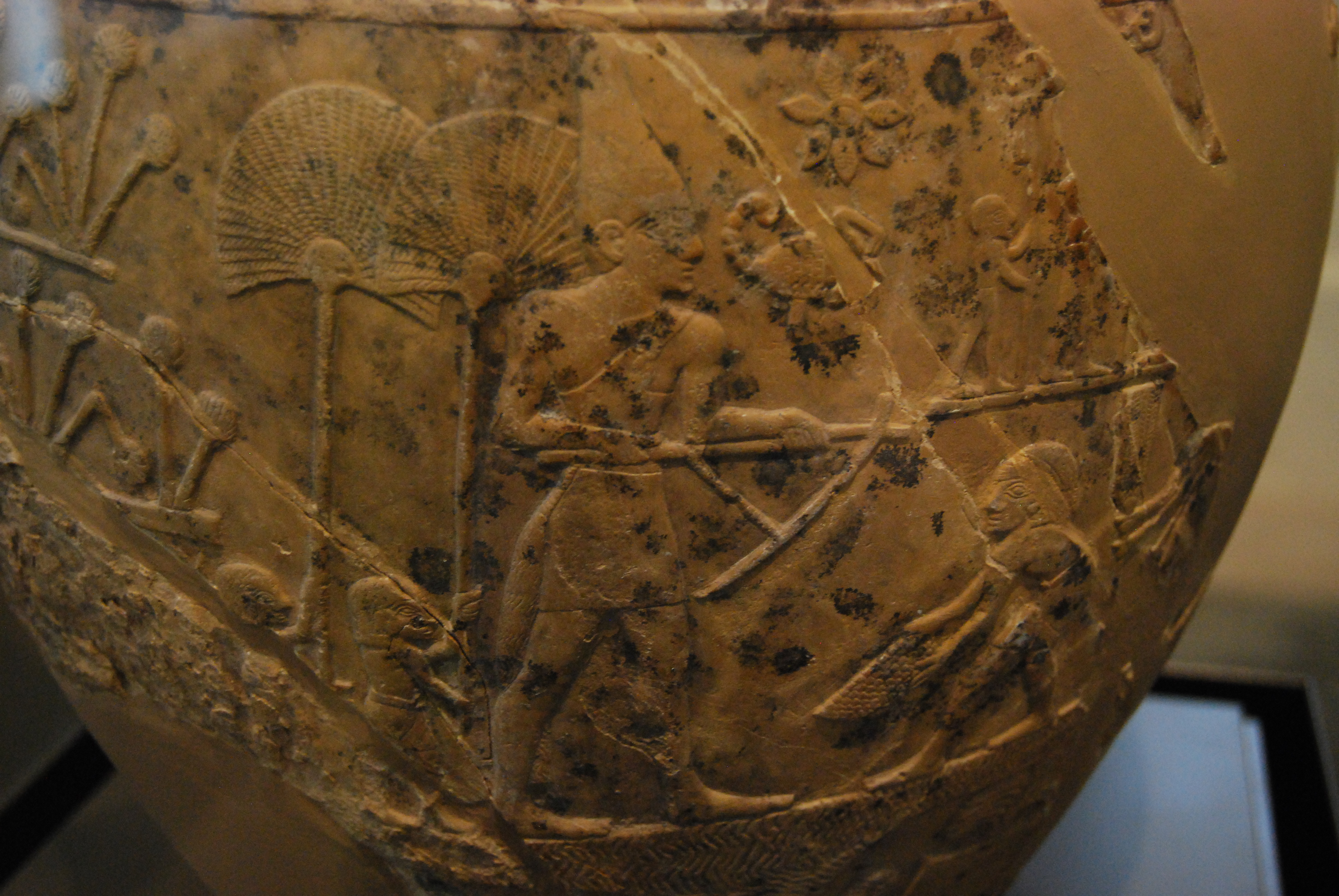
Detall del relleu que mostra al rei Escopí.

Malgrat estar força incomplet, les escenes predinàstiques que mostra revelen la vida quotidiana d'aquella època i la (aparent) manca d'elements de culte al voltant del Rei Escorpí, la qual cosa indicaria que la religió encara no era tan important com ho seria més endavant. De fet, a part de la presència del gos Khentamentiu i dels símbols animals dels nomós, no apareix cap deïtat o símbol de la religió.

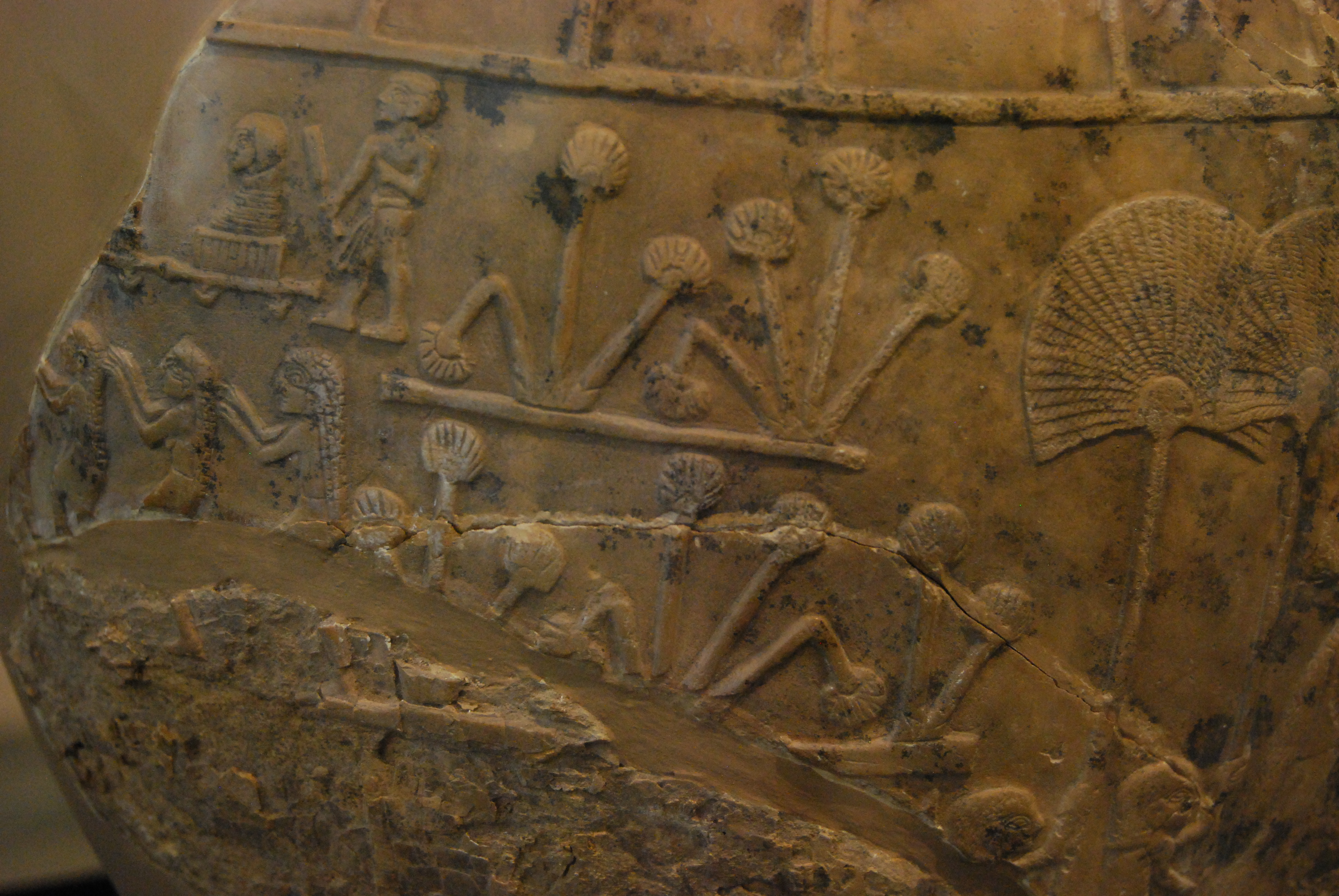
Detall.

Les escenes visibles del gravat mostren al rei, que llueix una cua de toro, al costat d'una massa d'aigua, probablement un canal, amb una aixada. Porta la Corona Blanca de l'Alt Egipte i el segueixen dos portadors de ventalls. Un escorpí i una roseta estan representats prop del seu cap. Es troba al davant d'un home amb una cistella i d'homes amb estendards. Uns quants homes més apareixen ocupats a la vora del canal. A la part posterior del seguici del rei hi ha unes plantes, un grup de dones aplaudint i un petit grup de persones, totes elles d'esquenes al rei. Al registre superior hi ha una fila d'estàndards dels nomós.
Presa en conjunt, l'escena representada una cerimònia sagrada vinculada al reg. La tipologia dels ocells penjant de les insígnies dels abanderats, també ens porta a suposar, essent els ocells aquàtics símbol del Baix Egipte, que el rei Escorpí va fer la guerra contra altres prínceps egipcis per a sotmetre'ls.